# Leonie Benesch
Leonie Benesch (Hamburg, 22 april 1991) is een Duitse actrice. Ze is bekend van de rol van Greta Overbeck in de televisieserie Babylon Berlin.
Benesch speelde in 2009 een van de hoofdrollen in de Gouden Palm winnende film Das weiße Band. Filmcritici bestempelden haar optreden als een ontdekking. Ze ontving in 2010 een Young Artist Award voor haar werk, evenals een New Faces Award. Ze won in 2018 met Babylon Berlin een Deutscher Schauspielpreis in de categorie beste actrice in een bijrol.
Benesch groeide op in Tübingen en volgde een opleiding aan de Guildhall School of Music and Drama in Londen.

## Filmografie

### Film
- 2007: Beautiful Bitch als Gitti
- 2009: Das weiße Band als Eva
- 2010: Picco als Kevins Freundin
- 2010: Satte Farben vor Schwarz als Yvonne
- 2011: Morgenröte (korte film)
- 2013: Brüderlein (korte film, als Teresa)
- 2015: 8 Seconds als Helen
- 2019: Brecht als Elisabeth Hauptmann
- 2020: Persian Lessons als Elsa
- 2020: Der Überläufer als Hildegard Roth
- 2023: Das Lehrerzimmer als Carla Nowak
- 2024: September 5 als Marianne Gebhardt

### Televisie
- 2012: SOKO Köln - Zeugin in Angst als Nadia Winkowski (1 aflevering)
- 2012: Der Kriminalist - Blaues Blut als Clarissa von Tannenhof (1 aflevering)
- 2013: George als Margot Hanke (televisiefilm)
- 2013: Tatort - Freunde bis in den Tod als Julia (1 aflevering)
- 2013: Das Jerusalem-Syndrom als Maria Gärtner (televisiefilm)
- 2014: Die Flut ist pünktlich als Mia Halbach (televisiefilm)
- 2014: Die Frauen der Wikinger - Odins Töchter als Jova (televisiefilm)
- 2017: Howards End als Frieda Mosenbach (televisieserie, 1 aflevering)
- 2017-2019: The Crown als prinses Cecilia (3 afleveringen)
- 2017-2020: Babylon Berlin als Greta Overbeck (televisieserie, 28 afleveringen)
- 2018: Counterpart als Sofia (televisieserie, 2 afleveringen)
- 2018: Morden im Norden - Jäger und Sammler als Gaby Zinke (televisieserie, 1 aflevering)
- 2019: Zeit der Geheimnisse als Lara (3 afleveringen)
- 2019: Der Club der singenden Metzger als Eva
- 2020: Spy City als Eliza Hahn (6 afleveringen)
- 2021: Around the World in 80 Days als Abigail 'Fix' Fortescue (televisieserie, 8 afleveringen)
- 2022: The Swarm als Charlie Wagner (televisieserie,8 afleveringen)